# 第一長周丸
第一長周丸（だいいちちょうしゅうまる）は、日本の捕鯨船（キャッチャーボート）。機関とノルウェー式の捕鯨砲を搭載した日本初の洋式捕鯨船だった。

## 建造
明治時代に入って、日本列島沿岸で捕鯨を行っていた鯨組は朝鮮半島での捕鯨に挑んだ。1899年（明治22年）、日本人による朝鮮半島沿岸での捕鯨が慶尚道で始まったが、11月に締結された日朝両国通漁規則により官許が必要となった上に、江戸時代以来の網取法の成績は悪かった。複数の会社の倒産や譲渡を経て、1893年（明治26年）からは網取式から砲殺式による捕鯨に切り替えたが、ついに1894年（明治27年）2月に中断した。
一方、ロシア帝国は1899年にウラジオストクのA・G・ディディモフが捕鯨砲を搭載した捕鯨船によるノルウェー式捕鯨を始め、大韓帝国の元山港を本拠地に日本海で捕鯨を行い、鯨肉を長崎港に輸出した。ディディモフは日本人と傭船契約を結んだが、契約は日本政府が許可せず、ディディモフと捕鯨船は1891年（明治24年）に遭難した。1894年（明治27年）にペテルブルグ（現・サンクトペテルブルグ）で設立されたロシア太平洋捕鯨株式会社は、ウラジオストクや朝鮮半島の港を根拠地に日本海での捕鯨を継承し、1896年（明治29年）に
捕鯨砲と汽船による近代的なノルウェー式捕鯨で操業を開始した。1898年（明治31年）11月から1899年（明治32年）3月の間だけでも、ロシア太平洋捕鯨が捕獲した鯨は120頭、長崎港に陸揚げした鯨肉は1,000tに及んだ。これに対し、江戸時代以来の網取式やアメリカ式捕鯨を用いた日本の捕鯨業者による捕鯨は小規模で、同時期に捕獲した鯨は約15頭、鯨肉の売り上げは数十tに過ぎなかった。1898年秋には、長崎に住むフレデリック・リンガーが経営するリンガー商会が日本国外の商人と共同出資した捕鯨船オルガも日本海へ出漁し、翌1899年（明治32年）春までに73頭を捕獲した。
ロシア太平洋捕鯨が長崎港や下関港に陸揚げする大量の鯨肉に、西日本の捕鯨業者は驚愕していた。ロシア太平洋捕鯨やリンガー商会のような外国企業による大量の鯨肉販売は、従来の捕鯨産業の脅威や外貨流出の原因となったほか、ロマノフ朝の息がかかったロシア太平洋捕鯨は日本海沿岸の測量も行っていたことから、国防上の脅威となりつつあった。日本国内の捕鯨業者にもノルウェー式捕鯨の導入が求められ、『防長勧業会報』第34号のように「鯨業を起すは今日の急務なり」と近代的な捕鯨の必要が訴えられた。しかし、ノウハウや人材も無く、ノルウェー式の捕鯨船導入にはコストがかかることから、日本の捕鯨業者はノルウェー式捕鯨の導入に二の足を踏んでいた。
そうした中、福沢諭吉の門弟で山口県通漁組合組合長や山口県会議員を歴任した岡十郎は、朝鮮半島沿岸やロシア太平洋捕鯨の捕鯨について山口県庁勧業課から報告を受け、1899年2月に県会議員を辞職して捕鯨業を立ち上げる決意をした。古沢滋山口県知事による県からの財政支援は県会の反対で実現しなかったが、捕鯨問題に熱心だった山口県会議員の山田桃作や山口県選出の衆議院議員だった河北勘七が資金集めに奔走し、7月20日に大津郡仙崎村（現・長門市仙崎）で日本遠洋漁業が創業した。
取締役社長には山田、常務取締役には岡が就任したが、設立総会に岡の姿は無かった。新会社設立の目途が立った5月に日本を出国した岡は、ノルウェー各地を視察して捕鯨法を取得しクリスチャニア（現・オスロ）で捕鯨砲などの機械を購入したほか、アゾレス諸島やアメリカ東海岸の捕鯨業を視察して10月に帰国した。さらに、ロシア太平洋捕鯨との契約が切れて長崎に住んでいたノルウェー人砲手ピーターソンに創業前の4月から接近し熱心に勧誘し、創業後は彼を雇い入れると共にピーターソンの指導で初の鋼製捕鯨船の建造に着手した。日本の造船会社に発注するかノルウェーに発注するかで社内は議論になったが、最終的に石川島造船所（現・IHI）に発注された。船首に口径7.6センチ、砲身183センチの捕鯨砲を装備した捕鯨船は、大日本水産会幹事長で山口県出身の品川弥二郎によって第一長周丸と命名され、1899年10月5日に進水した。

## 操業
1899年12月に完工した第一長周丸は1900年（明治33年）1月28日、解剖船千代丸や運搬船防長丸と捕鯨船団を構成し、釜山港に向けて仙崎港を出港した。2月4日には朝鮮海峡で初めて巨大ナガスクジラの捕獲に成功し、順調なスタートを切った。
しかし同月、第一長周丸の機関が故障し、3月には4頭分の鯨肉を積んだ防長丸が蔚山港で座礁、さらに4月には防長丸が下関港で火災を起こし、船体の一部が損傷したほか、初荷の鯨肉が失われた。それでも、捕鯨船団は5月までに釜山港と蔚山港を母港に15頭を捕獲し、株主に6%の配当を行った。

## 座礁
1901年（明治34年）12月、第一長周丸は暴風雨に遭い江原道通川郡塩串浜に座礁した。岡自ら現場で指揮して離礁を試みたが、ついに断念され船体は放棄された。しかし、岡は防長丸を売却し売却益と農商務省から遠洋漁業奨励法で公布された奨励金を救済費用に充てたほか、千代丸を捕鯨船に改装し、リンガー商会から捕鯨船オルガを傭船して操業を続けた。1902年（明治35年）から1903年（明治36年）の漁期は89頭を捕獲してわずか1年で損失を補填するのみならず、配当金まで出して会社を復活させた。1903年から1904年（明治37年）の漁期は、ノルウェーからレギナとレックスの2隻の捕鯨船を傭船して155頭を捕獲し、1割7分の高配当を行った。
1904年に日露戦争が勃発すると、岡は9月に日本遠洋漁業を東洋漁業に改称すると共に拿捕されたロシアの捕鯨船を払い下げで入手し、日韓捕鯨を合併するなど規模を拡大。1905年（明治38年）には太平洋沿岸に進出した。2社の成功に影響され、1908年（明治41年）までに日本沿岸で12の捕鯨会社が相次いで設立され28隻の捕鯨船が操業した。